# استیون میکس میچل
استیون میکس میچل (به انگلیسی: Stephen Mix Mitchell) سناتور سابق عضو حزب فدرالیست (آمریکا) بود. وی در سال ۱۷۹۳ تا ۱۷۹۵ میلادی سناتور ایالت کنتیکت در سنای ایالات متحده آمریکا بود.